# 马蒂厄 (卡尔瓦多斯省)
马蒂厄（法語：Mathieu，法語發音：[matjø] ⓘ）是法国卡尔瓦多斯省的一个市镇，属于卡昂区。

## 地理
马蒂厄（49°15'19"N, 0°22'23"W）面积9.41 平方千米，位于法国诺曼底大区卡爾瓦多斯省，该省份为法国西北部沿海省份，北濒大西洋英吉利海峡，东北与滨海塞纳省以海上边界相接，东临厄尔省，南至奧恩省，西与芒什省接壤。
与马蒂厄接壤的市镇（或旧市镇、城区）包括：阿尼西、比耶维尔-伯维尔、康布昂普莱讷、克雷斯龙、杜夫尔-拉代利夫朗德、滨海埃尔芒维尔、当河畔佩里耶、普吕姆托、科隆比-昂盖尔尼。

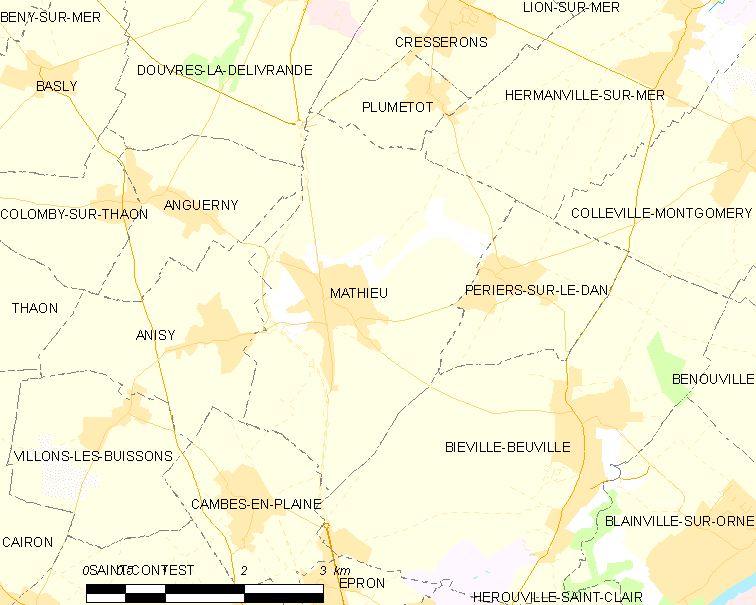
的OSM定位图

马蒂厄的时区为UTC+01:00、UTC+02:00（夏令时）。

## 行政
马蒂厄的邮政编码为14920，INSEE市镇编码为14407。

## 政治
马蒂厄所属的省级选区为维斯特雷阿姆县。

## 人口

1962-2008年间人口变化图示

马蒂厄于2022年1月1日时的人口数量为2339人。